# Wake Me Up
Wake Me Up (stiliserat som Wake Me Up!), är en singel av Avicii med sång av Aloe Blacc. Singeln släpptes den 17 juni 2013.
Låten blev den snabbaste säljande singeln i Storbritannien då den på kort tid passerade över en miljon sålda. Den har hamnat på hitlistorna i ett 60-tal länder.
Den 27 februari 2014 passerade Wake Me Up 200 miljoner spelningar på Spotify, det var då flest lyssningar någonsin på en enskild låt.
2013-2014 låg melodin på Svensktoppen i 22 veckor. 
Låtens musikvideo laddades upp på YouTube den 29 juli 2013 och hade visats 1,9 miljarder gånger den 29 juni 2020.
Den 16 juni 2023 fick låten diamantstatus i USA. Detta innebar att låten blev den högsta certifierade EDM-låten i historien och den första låten av en svensk artist att få diamantstatus.

## Låtlista
Digital nedladdning
| Nr | Titel                   | Längd |
| -- | ----------------------- | ----- |
| 1. | Wake Me Up (Radio Edit) | 4:33  |

Remixer
| Nr | Titel                              | Längd |
| -- | ---------------------------------- | ----- |
| 2. | Wake Me Up (Avicii's Speed Remix)  | 7:04  |
| 3. | Wake Me Up (Avicii's Reggae Remix) | 4:32  |